# 重光宏之
重光 宏之（しげみつ ひろゆき、1954年1月28日 - ）は、東京都出身の在日韓国人二世の実業家。ロッテグループ元副会長。韓国名は辛 東主（シン・ドンジュ、신동주）。重光武雄の長男。母は日本人の重光（竹森）初子。

## 来歴・人物
松濤幼稚園から青山学院初等部入学。1976年青山学院大学理工学部経営工学科卒業、1978年青山学院大学大学院理工学研究科経営工学修士課程修了。1978年三菱商事に入社する。情報システム系のベンチャー企業を起業するもうまくいかず、1987年ロッテ商事入社。課長として米国の工場に赴任し、帰国後はロッテ総合研究所配属。1988年ロッテ商事取締役。1991年株式会社ロッテ常務取締役、2001年取締役副社長就任。
2009年父の武雄が会長に退いたのに伴い、弟昭夫とともに株式会社ロッテホールディングス取締役副会長となり、宏之が日本ロッテ、昭夫が韓国ロッテの責任者となる。日本チューインガム協会会長、ロッテ国際奨学財団理事長も兼ねた。
2011年ロッテ商事代表取締役副会長兼社長に就任した。ロッテ商事の社長交代は、1952年12月にロッテの営業部を独立させて設立以来初めてのことであった。
2014年12月、ロッテ商事社長などグループ三社の役職が解かれた。同月26日、ロッテグループの司令塔的存在であるロッテホールディングスの取締役会で宏之の副会長解任の動議がなされ、6人の取締役中本人を除く5人が賛成し、議決された。2015年1月9日、ロッテホールディングス取締役副会長職の解任が発表され、事実上経営陣から放逐された。人事の理由についてロッテ側は「お答えできない」と回答した。父武雄以降のロッテグループ支配を巡る兄弟の覇権争い（ロッテお家騒動）とみられている。
同年10月、ロッテの筆頭株主である光潤社（創業家一族の資産管理会社）の株の過半数を確保し、同社の臨時株主総会を開催して弟昭夫を取締役会から排除するも、ロッテへの経営復帰は叶わず。
2016年6月、韓国ロッテの会社資金が不当に創業者一族に流れているのではないかという疑惑により、ソウル中央地検の捜査が始まり、同年10月には武雄、昭夫とともに在宅起訴されるも、韓国ロッテの経営には関わっていなかったとして無罪となる。
2018年2月15日、韓国前大統領朴槿恵とその友人への贈賄罪（崔順実ゲート事件）に問われた弟の重光昭夫が懲役2年6カ月の実刑判決を受けて身柄を拘束されたこと受けて宏之がロッテホールディングスの筆頭株主である光潤社の社長として報道資料を出し「日韓ロッテグループの代表者の地位にある者が横領・背任、贈賄などさまざまな犯罪行為で有罪判決を受け、収監されたことはロッテグループの70年の歴史上、前代未聞の出来事」だとし、昭夫の「即時辞任・解任」とコーポレート・ガバナンスの刷新・建て直しが不可欠だと強調した。
2020年4月に昭夫を会長から解任するよう求める株主提案を提起したが、同年6月24日の株主総会で否決され敗北。2020年6月には父・武雄の遺言状が発見され、その中で武雄は自らの後継者を次男の昭夫と定め、宏之についてはロッテホールディングスや韓国ロッテなどの実務、人事からは排除するよう求めていたことが判明している。
日本で生まれ育ったため、会話では日本語を用いる。韓国語は聞き取ることはできるが話すことは出来ない。2015年の韓国メディアによるインタビューにも日本語で答えたため、韓国では「韓国語を忘れてしまった韓国人が韓国人と言えるのか」「国籍は韓国だが精神は日本人」と批判された。これ以降の韓国マスコミとのインタビューは英語で行われている。